# Cristeryssamena besucheti
Cristeryssamena besucheti là một loài bọ cánh cứng trong họ Cerambycidae.